# Exorista creole
Exorista creole là một loài ruồi trong họ Tachinidae.